# Jerzy Gałkowski
Jerzy Gałkowski (ur. 25 kwietnia 1937 w Jutrosinie, zm. 21 kwietnia 2022) – polski filozof, dr hab., prof.

## Życiorys
W 1961 ukończył studia filozoficzne na Wydziale Filozofii Chrześcijańskiej Katolickiego Uniwersytetu Lubelskiego, natomiast w 1967 uzyskał doktorat za pracę pt. Analiza normowania moralnego u Jana Dunsa Szkota, w 1979 habilitował się na podstawie oceny dorobku naukowego i pracy. 24 października 1994 nadano mu tytuł profesora w zakresie nauk humanistycznych, a w 1998 otrzymał tytuł profesora zwyczajnego.
Pracował w Instytucie Filozofii Teoretycznej  na Wydziale Filozofii Katolickiego Uniwersytetu Lubelskiego Jana Pawła II.
Jego żoną była psycholożka, Maria Braun-Gałkowska. 

## Publikacje
- 1970: Uwagi o koncepcji prawa naturalnego Jana Dunsa Szkota[5]
- 1974: Być wolnym - stan czy zadanie?[5]
- 1982: Osoba i wspólnota : szkic o antropologii kard. Karola Wojtyły[5]
- 1993: Wolność i wartość : z podstawowych zagadnień etyki Jana Dunsa Szkota[5]